# Железнодорожный мост Сент-Круа — Вансборо

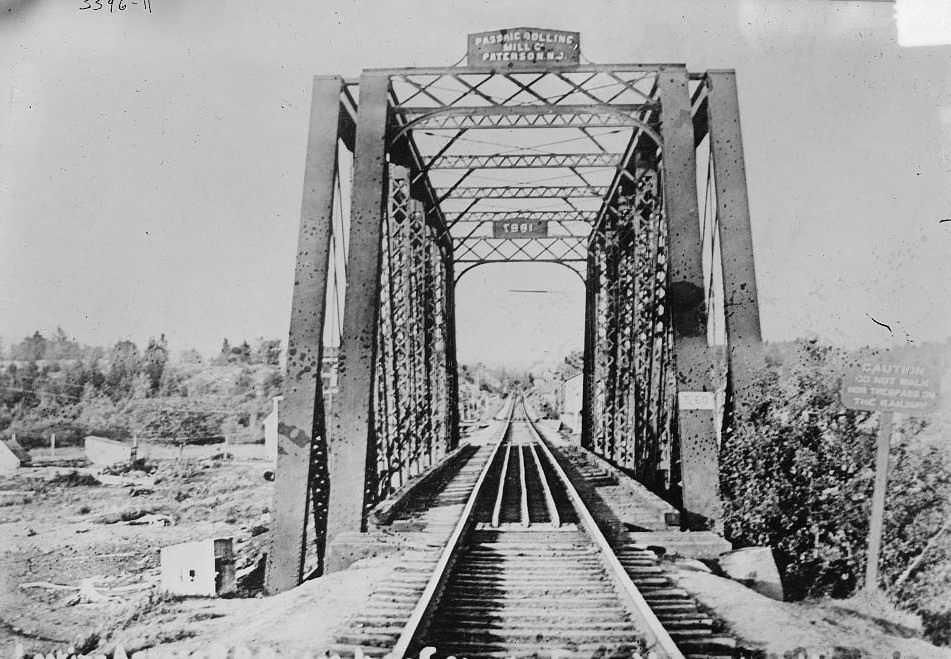
Вид моста между 1910 и 1915 годами

Железнодорожный мост Сент-Круа — Вансборо — железнодорожный мост длиной 30 метров, пересекающий реку Сент-Круа из Сент-Круа в провинции Нью-Брансуик в Вансборо в штате Мэн.

## История
Первый железнодорожный мост через реку Сент-Круа в этом месте был открыт в октябре 1871 года президентом США Улиссом Грантом и генерал-губернатором Канады бароном Лисгаром.
Мост пересекает реку Сент-Круа между пограничными канадским и американским городами Сент-Круа в провинции Нью-Брансуик и Вансборо в штате Мэн. Во время попытки саботажа в 1915 году мост находился в совместном владении и управлении Канадской тихоокеанской железной дороги и Центральной железной дороги штата Мэн.
Нынешняя конструкция моста была установлена в середине XX века.

## Взрыв моста в 1915 года
2 февраля 1915 года Вернер Хорн, резервист немецкой армии, взорвал железнодорожный мост через реку Сент-Круа в безуспешной попытке диверсии. Считалось, что железная дорога использовалась для перевозки материальных средств через тогдашнюю нейтральную территорию Соединённых Штатов.